# Zagelkogel
Der Zagelkogel ist ein Berg in der Hochschwabgruppe im österreichischen Bundesland Steiermark. Mit 2255 m ü. A. ist er nach dem namensgebenden Hochschwab der zweithöchste Gipfel der Gruppe.

## Lage und Umgebung
Die Hochschwabgruppe ist ein verkarstetes Plateaugebirge mit Hochgebirgscharakter, wie es für den Ostteil der Nördlichen Kalkalpen typisch ist. Die Gipfel werden von einem weiträumigen System von Altflächen (im Zuge der Entstehung der Alpen im Miozän emporgehobene Flächen) umgeben, die in sich meist ein relativ sanft gewelltes Relief aufweisen. An ihren Rändern brechen diese Flächen zu den umgebenden Tälern hin jedoch in schroffen Steilwänden ab. Der Gipfel des Zagelkogels ist nach dem Hochschwab die zweithöchste Erhebung innerhalb des Plateaus, nach Norden und Westen überragt er seine Umgebung jedoch nur um 100 bis 150 Meter, die beiden nahen Gipfel des Hochwarts und des G'hacktkogels nur um rund 40 Meter. Nach Südosten fällt er hingegen rund 800 Höhenmeter steil ins Trawiestal ab. Zwei Kare begrenzen den Zagelkogel an der Plateaukante, jenes südwestlich des Gipfels trägt den Namen Bogenkar, jenes nordöstlich den Namen Zagelkar. Ein an der südlichen Abbruchkante markant vorspringender Felsturm wird als Labenbecher bezeichnet, unterhalb dessen setzt sich ein schmaler Grat wenige hundert Meter bis zum Wetzsteinkogel fort.

### Name
Der Namensbestandteil „Zagel“ bedeutet Schwanz. Vermutlich erhielt der Berg seinen Namen von der langgestreckten Flur Zagelboden an seiner Nordseite.

## Geologie und Geomorphologie
Der Hochschwab und die ihn westlich umgebende Hochfläche, aus der der Zagelkogel hervorragt, besteht vorrangig aus Wettersteinkalk, dieser ist leicht wasserlöslich und führt damit zu der typischen Verkarstung. Der Zagelkogel selbst (mit Ausnahme seines Nordhangs) besteht jedoch – wie auch die Stangenwand und die östlich anschließende Karlalm und Mitteralm – aus dem jüngeren, ebenso verkarstetem Dachsteinkalk, der dem Wettersteinkalk auflagert. Unterhalb des Wettersteinkalks befinden sich Schichten aus Werfener Schiefer, die einige Kilometer westlich des Gipfels (etwa im Bereich des Sackwiesensees) ebenfalls zutage treten. Während der Würmeiszeit war das Areal von einem Plateaugletscher bedeckt. Aufgrund geringer Eisbewegung sind die erwähnten Hochflächen nur wenig glazial überprägt. An ihren Randabstürzen und in Steilstufen zwischen den Flächen wurden jedoch Kare gebildet, die mit ihren Felswänden und Schutthalden und mit den zwischen ihnen aufragenden Graten den Hochgebirgscharakter der Gegend prägen.

## Wege
Der Nord-Süd-Weitwanderweg 05, sowie der Nordalpenweg 01 und damit auch die Europäischen Fernwanderwege E6 und E4 führen über die flache Nordflanke des Zagelkogels, von dort aus kann der Gipfel weglos, aber leicht erreicht werden. Die Gehzeit vom Schiestlhaus an der Ostseite des Hochschwabs beträgt etwa 1¼ Stunden. Der gängige Hochschwab-Aufstieg vom Gasthaus Bodenbauer am Ende des Ilgener Tals via Trawiestal und durch das „G'hackte“ (Klettersteig-Schwierigkeit A/B) auf die Hochfläche kann auch für den Zagelkogel genützt werden, ähnlich wie beim Hochschwab beträgt die Gehzeit pro Richtung etwa 4 Stunden.
Aus dem Trawiestal führen mehrere meist unmarkierte und i. d. R. schwierig (mindestens T3 nach der SAC-Wanderskala) zu gehende Steige durch die Kare auf das Hochschwab-Plateau, für den Zagelkogel erwähnenswert ist ein Steig, der von der Trawiesalm über das Bogenkar hinauf das Plateau und schließlich von Westen auf den Gipfel führt. An der Schlüsselstelle am Bogenkar ist der Steig recht ausgesetzt und nur kletternd (Schwierigkeitsgrad I+) zu bewältigen.

Ansichten
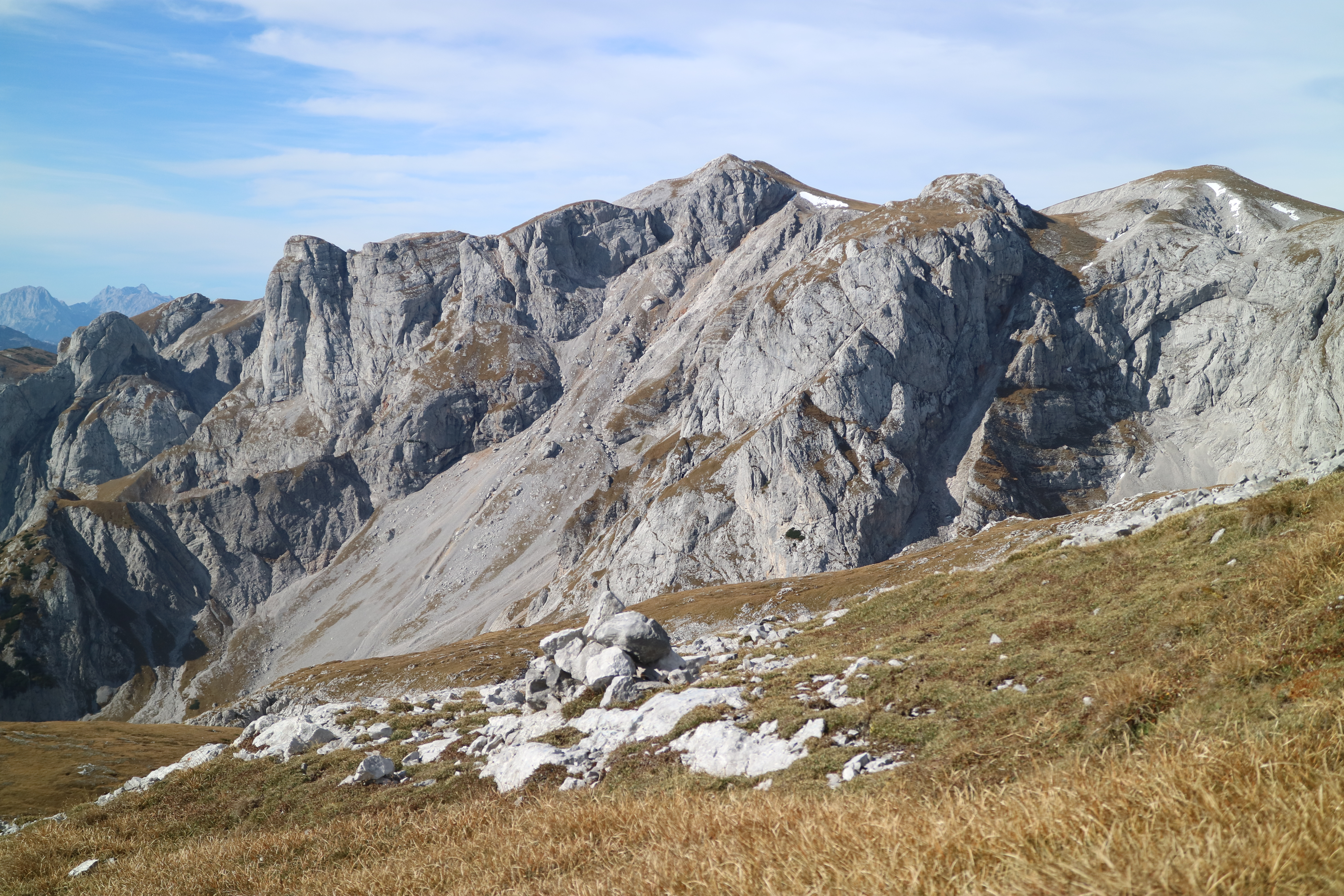
Blick vom Karlhochkogel über das Trawiestal. Mittig der Zagelkogel, links aufragend die Stangenwand, rechts das „G'hackte“ (Klettersteig paralleld zu der beschatteten Kluft)
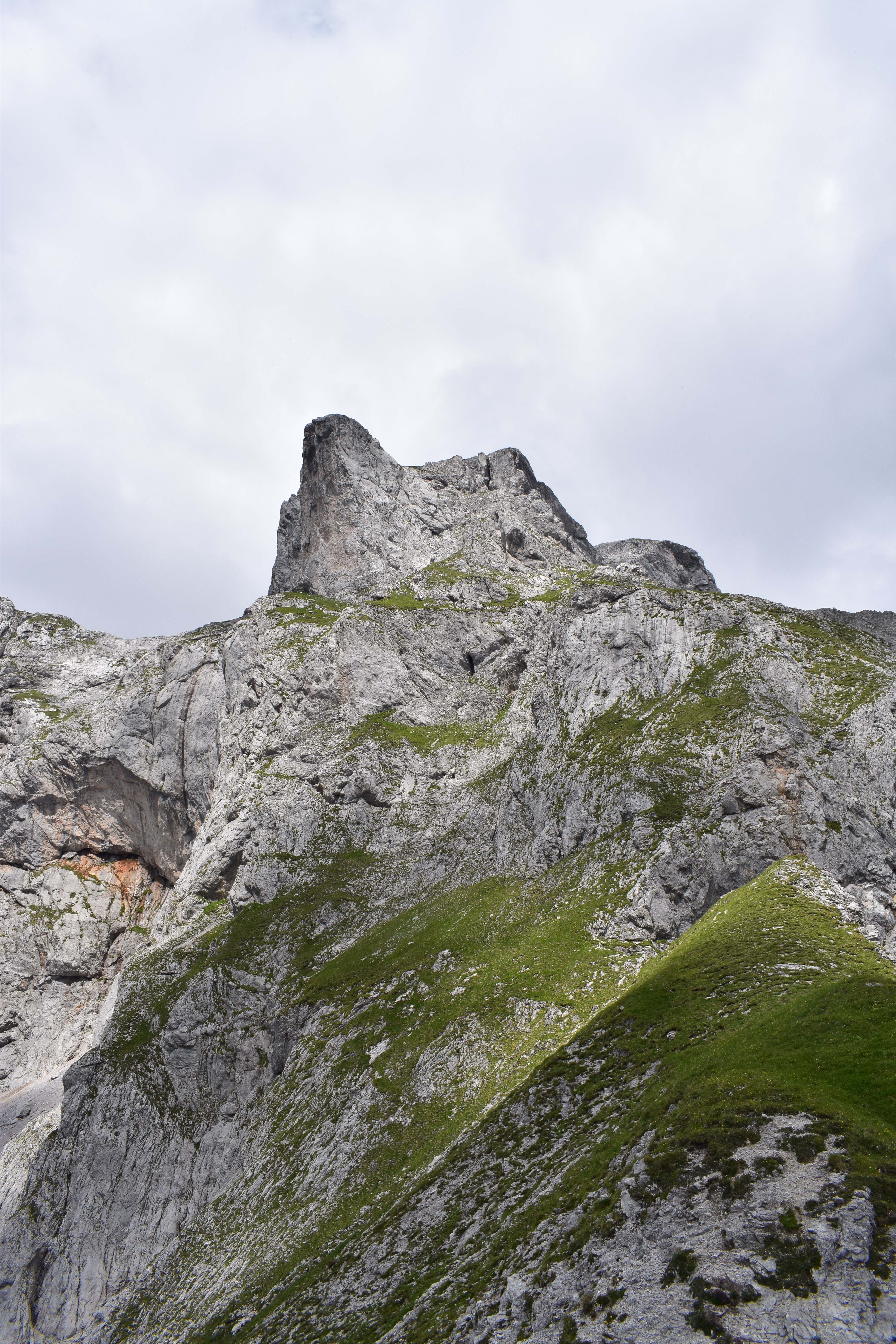
Blick von Süden auf Labenbecher bzw. Bogenkar
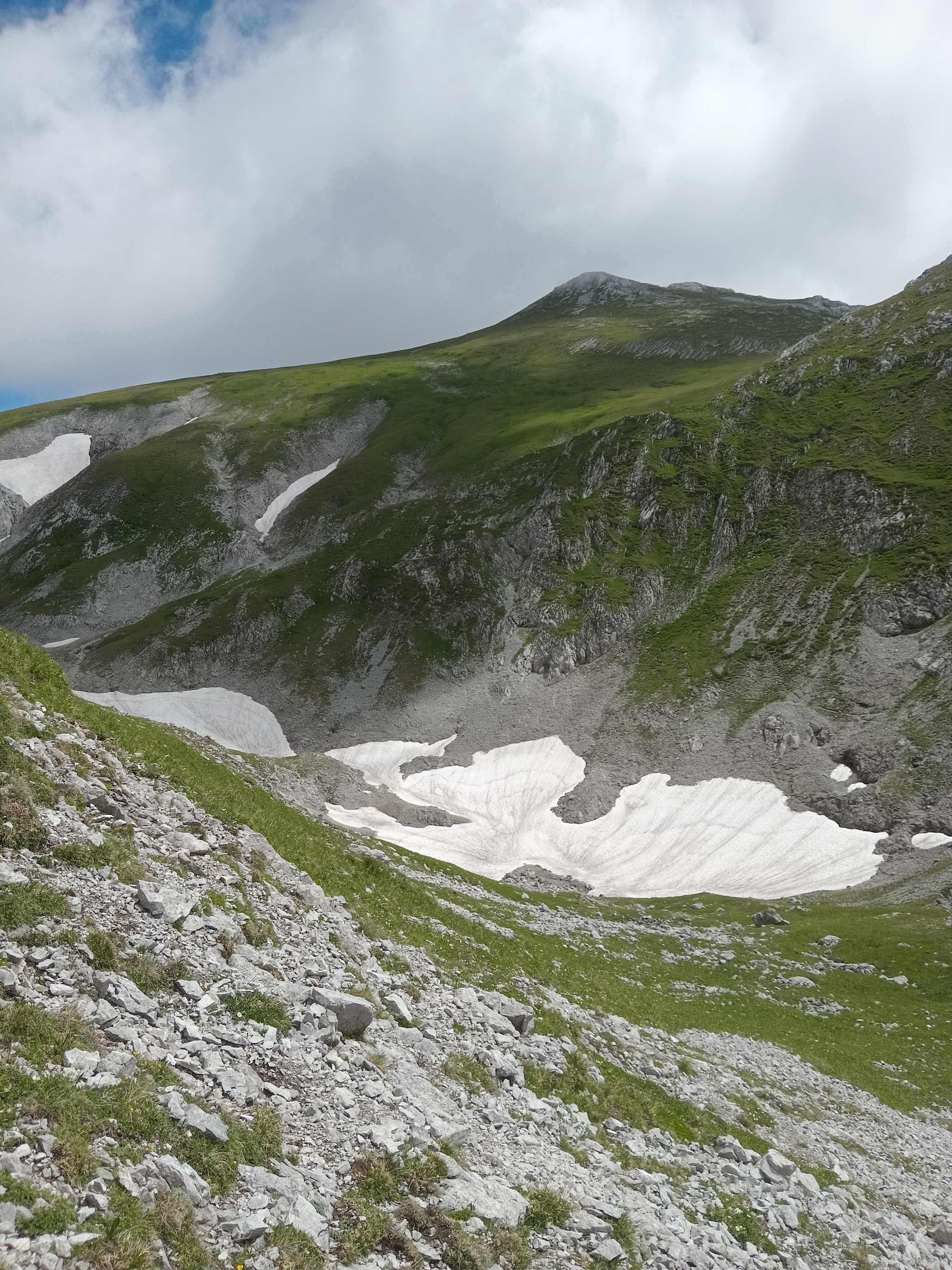
Schneegefüllte Dolinen westlich unterhalb des Zagelkogels
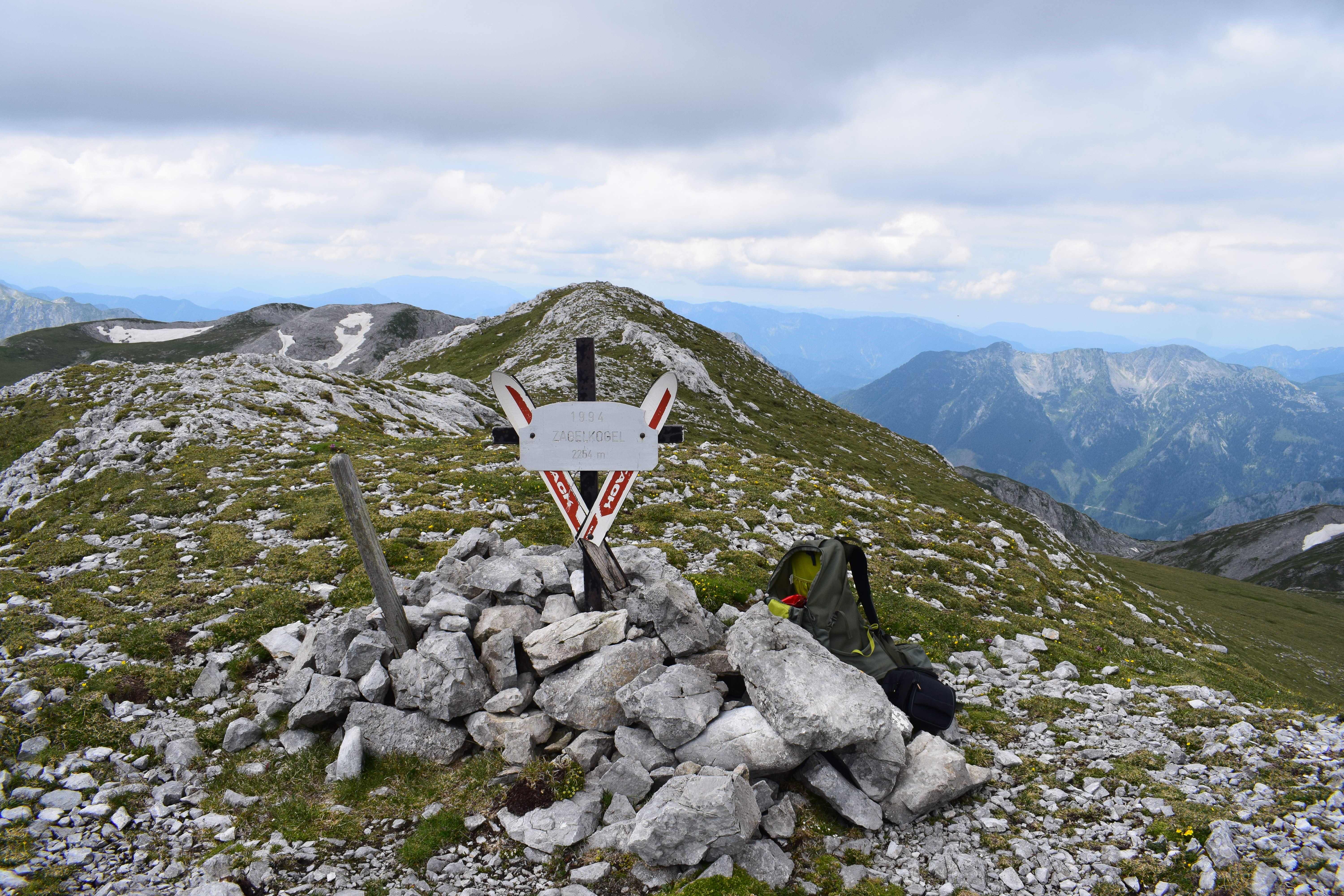
Gipfelkreuz des Zagelkogels
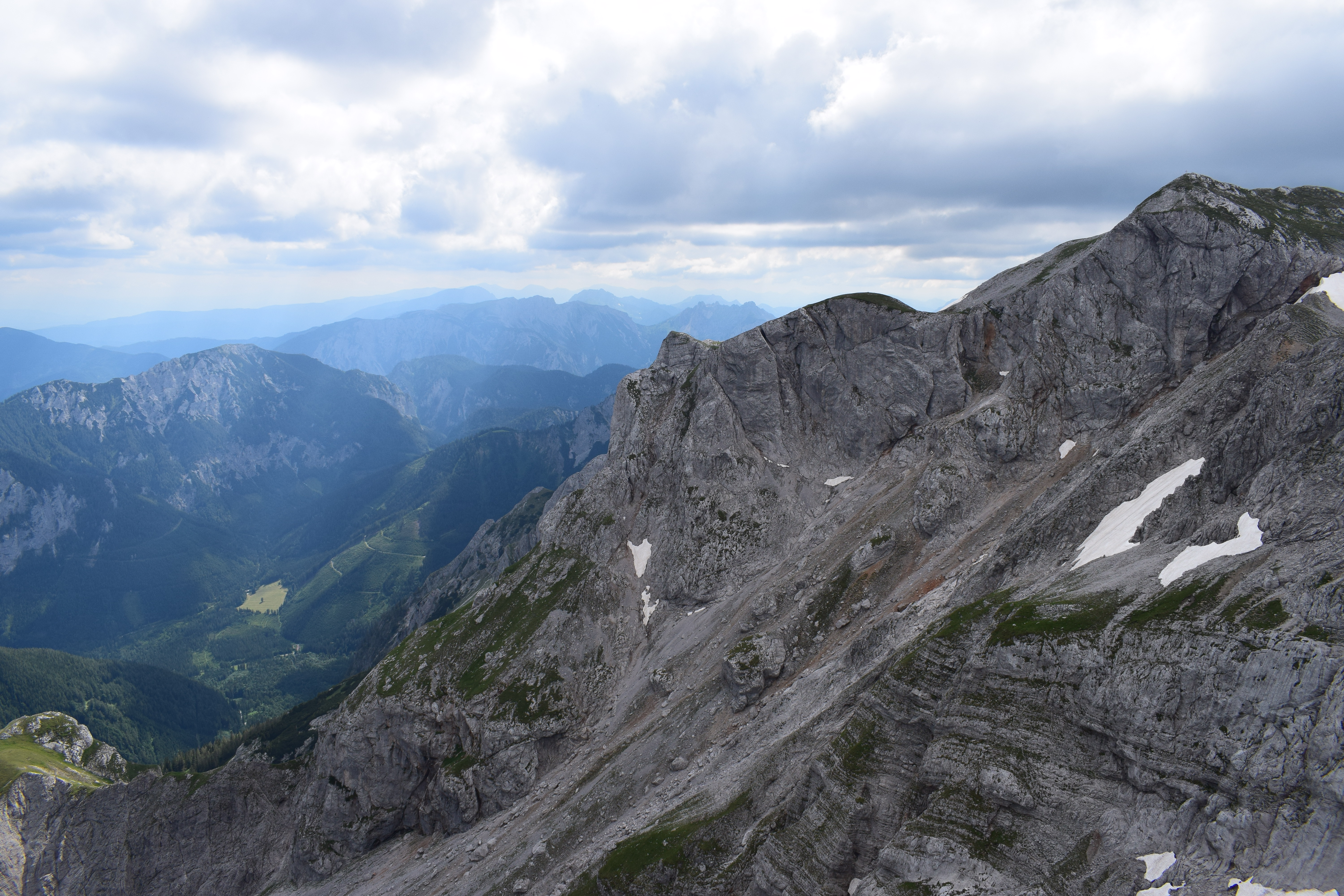
Blick vom G'hacktstein nach Westen auf die steile Südostflanke des Zagelkogels. Mittig der Labenbecher, links unten der Grat zum Wetzsteinkogel